# Eraszisztratosz

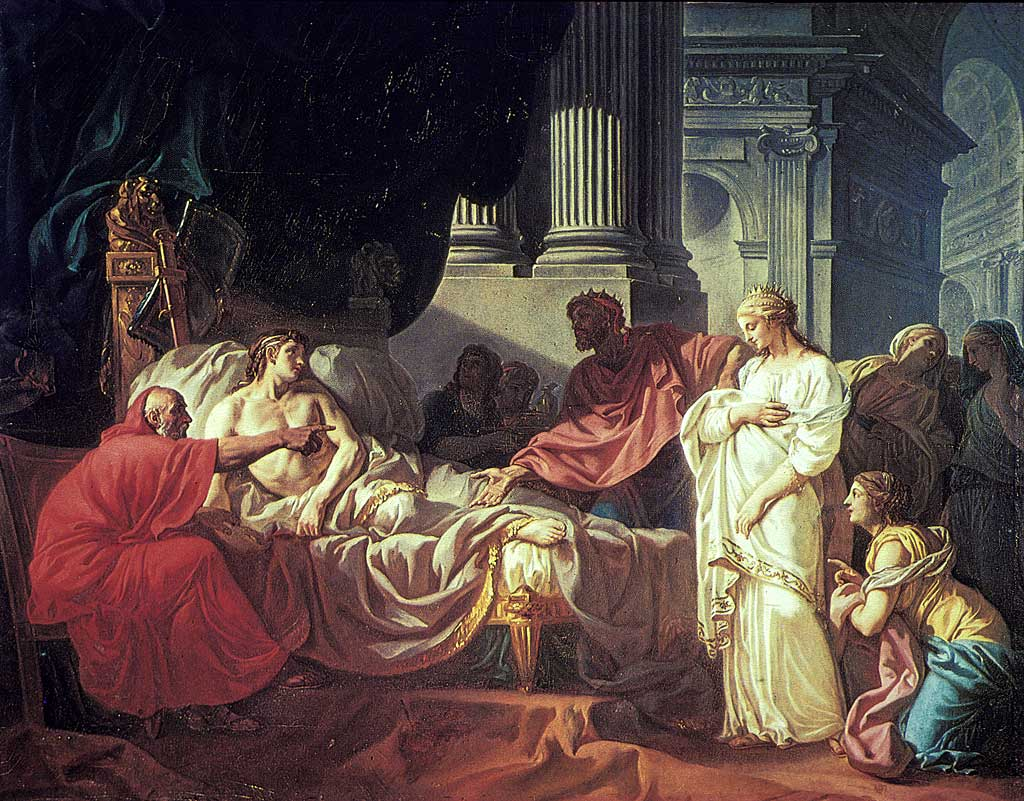
Erasziszratosz felfedezi a szír király fia betegségének okát. Jacques-Louis David (1774) festménye

Eraszisztratosz (görög: Ἐρασίστρατος;) (Kr. e. 3. század) görög orvos.

## Élete
Iuliszból, Khiosz szigetéről származott. a knidoszi Khrüszipposz, Metrodórosz és Theophrasztosz tanítványa volt. A Kr. e. 3. század elején Szeleukosz Nikatór orvosa volt, ennek Kr. e. 280-ban bekövetkezett halála után Alexandriában telepedett le, ahol főleg tudományos kutatásokkal és irodalmi tevékenységgel foglalkozott, valamint megalapította a róla elnevezett iskolát. Halálának pontos évét nem tudjuk, a Szuda-lexikon szerint a Szamosz szigetével szemközt fekvő Mükalén halt meg és ott temették el.

## Munkássága
Legfontosabb érdeme, hogy míg előtte a görög orvosok vallási okok miatt kizárólag állati hullákat boncoltak, ő nagy kortársával, Hérophilosszal együtt megkezdte az emberi holttestek boncolását, és ezzel az addig kizárólagosan űzött zootomia után megteremtették az anthropotomiát. Az ókori írók azt is állítják róluk, hogy halálra ítélt gonosztevőkön a király engedélyével viviszekciót (élveboncolást) hajtottak végre.
Eraszisztratosz felismerte, hogy az érzés és a mozgás középpontja az agy, amelynek üregeit és tekervényeit jól írta le, de az idegeket és az idegszálakat még összetévesztette. Az emésztést véleménye szerint a gyomor mechanikusan, az ételek szétdörzsölése által végzi. Az éhséget a gyomor ürességéből magyarázta, és azt állította, hogy az éhségérzetet a gyomornak kívülről, kötelek általi összeszorításával csökkenteni lehet. A betegségek oka szerinte a túlzott táplálkozásban rejlik, mivel a túl sok táplálék nem emésztődik meg, ami a test nedveinek romlását okozza. Míg rendes körülmények közt csak a vivőerekben van vér, az ütőerekben pedig csak nyomás - Eraszisztratosz felfogása szerint -, a vérbőség következtében a vér a vivőerekből az ütőerekbe is eljut, s így lázat és gyulladást eredményez. A vérbőség ellen az akkor szokásos érvágás helyett koplalást és a végtagok lekötését ajánlotta, hogy a vivőerek összeszoruljanak, és a vér ne juthasson az ütőerekbe.
Eraszisztratosz, aki orvosként az a feladatot kapta, hogy gyógyítsa meg Szíria királyának a fiát, aki gyógyíthatatlannak hitt szívbetegségben szenvedett. Miközben az orvos a beteg fiú pulzusát számolta, a szobába lépett Sztratoniké. Eraszisztratosz azonnal felismerte a szívdobogás pszichoszomatikus reakciójából, hogy a fiú betegségének okozója az a kilátástalan és reménytelen szerelem, amelyet apja második felesége iránt érzett. Az apa kész volt arra, hogy fia gyógyulása érdekében elváljon.
A betegségek gyógykezelésére nem összetett gyógyszereket, hanem megfelelő életmódot, tornát és meleg fürdőket szokott rendelni. Művei már a Kr. e. 2. században elvesztek, de az ókori írók munkáiból ismerjük címüket és tartalmukat.